# Ana Gallardo
Ana Gallardo (Rosario, Argentina; 1958) es una artista contemporánea argentina residente en México desde los años ochenta, cuyos trabajos contienen un compromiso social representado con múltiples soportes principalmente en dibujos, video e instalaciones.

## Trayectoria
Ana Gallardo es una artista considerada política. Sus obras se insertan en los feminismos y las teorías de género. Obras que realza con múltiples soportes incorporando materiales que tiene a su alrededor. Sus obras están relacionadas con historias personales, propias y ajenas,. La artista trabaja sobre las emociones no hegemónicas y antiproductivas de la sociedad capitalista. Los temas que aborda son la familia, el trabajo, la vejez, el sistema del arte y la violencia contra las mujeres.

## Exposiciones
En su exposición celebrada en Madrid en el museo Ca2M en el año 2024, denuncia el castigo a la vejez femenina. Con el título Tembló acá un delirio,  en esta exposición cumple, sesenta años después, el deseo frustrado de su madre pintora de exponer en Madrid. Mediante dibujos a gran escala reproduce en blanco y negro los bodegones que pintó su madre creando unos espacios monumentales.
De sus exposiciones individuales cabe destacar las realizadas en galerías y museos internacionales como en la Galería Ruth Benzacar, Buenos Aires (2019); Museo Jumex, México (2018); Museo Es Baluard, España (2017); MAMBA, Buenos Aires (2015); Sam Arts Projects, París (2013); Museo Municipal de Arte, La Plata, (2013) y Parasol Unit Foundation for Contemporary Art, Londres (2012), entre otros. Su trabajo ha sido incluido en exposiciones colectivas en instituciones y museos como Kunsthalle Lund Art Gallery, Suecia (2016); Maison Rouge, París (2015); Whitechapel Gallery, Londres (2013); Palais de Tokyo, París (2013) y el Museo de la Memoria y la Tolerancia, Ciudad de México, (2012). Gallardo ha participado en exposiciones internacionales como la 56° Biennale di Venezia (2015), 29° Bienal Internacional de Arte de São Paulo (2010), y la 7° Bienal do Mercosul (2009), entre otras.

## Premios y residencias
- 2000 Mención Premio Banco Nación. Argentina
- 2001 Mención V Premio Klemm, Buenos Aires. Argentina
- 2005 Beca Intercampos: Programa de análisis y desarrollo de proyectos dentro del campo visual Fundación Telefónica, Buenos Aires. Argentina
- 2006 Subsidio de American Center Foundation, New York, NY. USA
- 2007 Subsidio del Fondo Metropolitano de Gobierno de la Ciudad de Buenos Aires. Argentina
- 2007 1º Premio a las artes de la Fundación Federico Klemm, Buenos Aires. Argentina
- 2008 Residencia en Casa Vecina, México.
- 2009 Riaa, Residencia internacional de artistas, Ostende, Buenos Aires. Argentina
- 2010-11 Becaria del Centro de Investigaciones Artísticas, Buenos Aires. Argentina
- 2011 Beca de Fonca y Secretaría de Cultura de la Nación Argentina, para la realización de un proyecto en residencia en la Ciudad de México.
- 2012 Residencia en Festival de Arte Serrinha, Brasil .[11]